# Ԛ (слово ћирилице)
Ԛ ԛ (Ԛ ԛ; искошено: Ԛ ԛ) је део ћириличне неслoвенске азбуке. Слово се користи у азерском (азербејџанском) језику. Зове се Куа.
Облик слова је изведен од ћириличног слова Q (Ԛ ԛ) и вертикалне цртице у средини.
Ԛ се користи у писму азерског и алтајских језика, где представља звучну поствеоларну африкату /q/, попут изговора ⟨ђ⟩ у „ђипити“.  Одговарајуће слово у латиничном писму је ⟨Q q⟩.
У Алтају представља звучну алвеоло-палаталну африкату /q/.
Ԛ одговара другим ћириличним писмима диграфима ⟨џ⟩ или ⟨куа⟩, или следећим словима:
• Қ қ: К са силазницом;
• Ӄ ӄ: кукасто К;
• Ҡ ҡ : башкирског К;
• Ԟ ԟ : алеутско К;
• Q q: Ку.
Од 1958. до 1991. године, Куа је коришћено у азербејџанском писму за представљање звука /q/. Ово слово се налази у имену Азербејџана (на ћирилици): «Азәрбајҹан».
Азербејџанска ћирилица и ⟨ԛ⟩ и даље се користе за писање азерског језика у Дагестану.

## Рачунарски кодови
| Знак                      | Ԛ                          | Ԛ                          | ԛ                        | ԛ                        |
| ------------------------- | -------------------------- | -------------------------- | ------------------------ | ------------------------ |
| Назив у Уникоду           | CYRILLIC CAPITAL LETTER QA | CYRILLIC CAPITAL LETTER QA | CYRILLIC SMALL LETTER QA | CYRILLIC SMALL LETTER QA |
| Врста кодирања            | децимална                  | хексадецимална             | децимална                | хексадецимална           |
| Уникод                    | 1306                       | U+051A                     | 1307                     | U+051B                   |
| UTF-8                     | 212 154                    | D4 9A                      | 212 155                  | D4 9B                    |
| Нумеричка референца знака | &#1306;                    | &#x51A;                    | &#1307;                  | &#x51B;                  |